# Rättvik BSK

## Bakgrund
Rättvik BSK, allmänt kända som Rättvik Butchers, är en baseboll- och softbollklubb i Rättvik som bildades 1975 av högstadieungdomar. Sedan 1977 har klubben deltagit i nationellt seriespel. Klubbens första namn var "Rättvik Bets". Nuvarande namn är Rättvik Butchers.
Säsongerna 1980, 1981, 1983 och 1984 spelades i Sveriges högsta divisionen, dock utan större framgång.
Intresset för baseboll ökade i Rättvik under 1980-talet, vilket gjort att ett juniorlag och ett pojklag grundats. 1981 var ett nytt softbollag på gång efter några års uppehåll.

### Meriter
Rättvik Butchers vann Svenska Cupen år 2000, SM-silver 1997, SM-guld 2001, 2002, 2022, 2023, och 2024. Säsongen 2019 vann man SM-silver. 
Klubbens juniorlag har vunnit JSM-Guld 2015, 2020 och 2022.  

### Arena
Laget spelar på Butcher Field i Rättvik. Laget och arenan har tagit sitt namn efter det slakteri som tidigare låg vid platsen.